# УТР (телеканал)
«УТР», полное название Государственная телекомпания «Всемирная служба „Украинское телевидение и радиовещание“» (укр. Державна телерадіокомпанія «Всесвітня служба „Українське телебачення і радіомовлення“») — бывшая спутниковая телерадиокомпания, созданная в соответствии с Указом Президента Украины и решением Совета национальной безопасности и обороны Украины.
Главной целью создания Национального канала спутникового телерадиовещания евро обеспечения вхождения Украины в мировое информационное пространство и решения задач вхождения национальной информационной инфраструктуры к европейской информационной инфраструктуры и глобальной информационной инфраструктуры; распространение как на Украине, так и за рубежом техническими и технологическими средствами объективной информации о процессах, происходящих в нашем государстве и в мире, исходя из гарантирования прав граждан на свободу слова и мысли, на получение полной, достоверной и оперативной информации, на открытое и свободное обсуждение общественных вопросов, а также разработка и реализация программной политики, отвечающей национальным интересам Украины и формированию демократического общества; создание конкурентоспособной информационной продукции; содействие укреплению международных связей Украины, росту авторитета ЛЛ в мире.

## История образования
УТР — первая спутниковая телевизионная компания на Украине, которая работает в цифровом формате. Основана Государственным комитетом телевидения и радиовещания Украины. Первый эфир состоялся 1-го марта 2003 года. На сегодняшний день объём вещания достиг 72 часов в день (24 часа для Евразии, 24 часа для Северной Америки и 24 часа для Интернета). Осуществление технической трансляции обеспечивает Государственное предприятие «Укркосмос». 22 октября 2003 года Национальный Совет Украины по вопросам телевидения и радиовещания принял решение о выдаче УТР лицензии на спутниковое вещание.
На сегодня 82 страны подтверждают качество приема. Аудитория УТР насчитывает более 23 миллионов зрителей по всему миру и внутри страны, среди них 7,5 миллионов подписчиков кабельных сетей. В 2006 Всемирная служба УТР была признана лучшей ТВ и радиокомпанией совместным решением Национального союза журналистов Украины, Медиа ассоциации Украины, Всеукраинской организации журналистов и политологов «Четвертая сила», Всеукраинской ассоциации «Гарантия свободы», Украинской академии телевидения, радио и прессы, а также Государственного комитета телевидения и радиовещания. 1 октября 2015 года телеканал прекратил вещание и был заменён телеканалом UATV.

## Концепция вещания
В соответствии с Концепцией вещания, утвержденной Кабинетом Министров Украины, программы УТР транслируются на спутниковых каналах на Евразию и Северную и Южную Америку. Также создается Первая национальная сеть распространения сигнала УТР в кабельных и эфирно-кабельных сетях Украины и на частотах 24 областных телерадиокомпаний, которые имеют собственные сети распространения теле сигнала.

## Руководство
- Юричко Василий Васильевич — Генеральный директор УТР
- Земляный Владимир Михайлович — Заместитель генерального директора
- Круглов Игорь Валерьевич — Заместитель генерального директора
- Троян Лариса Петровна — Заместитель генерального директора
- Матяш Юрий Григорьевич — Заместитель генерального директора
- Пелепець Виктор Алексеевич — Директор программ УТР
- Череватый Леонид Тимофеевич — Главный режиссёр УТР
- Латанский Ростислав Алексеевич — Главний бухгалтер УТР

## Программы
- Новости «Пульс»
- Украина: время местное
- Украина: Евро-2012. Футбольные диалоги
- Знаменитые украинцы
- Украина дипломатическая